# اروین فون ویتسلیبن
یوب-ویلهلم گئورگ اردمان اروین فون ویتسلیبن (به آلمانی: Job-Wilhelm Georg Erdmann Erwin von Witzleben) (۴ دسامبر ۱۸۸۱ – ۸ اوت ۱۹۴۴) نظامی بلندپایه و فیلد مارشال آلمانی در دوره رایش سوم بود که یگان‌های مختلفی را در جریان جنگ جهانی دوم فرماندهی کرد. او از عوامل کلیدی کودتای ۲۰ ژوئیه ۱۹۴۴ برای ترور آدولف هیتلر بود و پس از ناکامی آن اعدام شد.

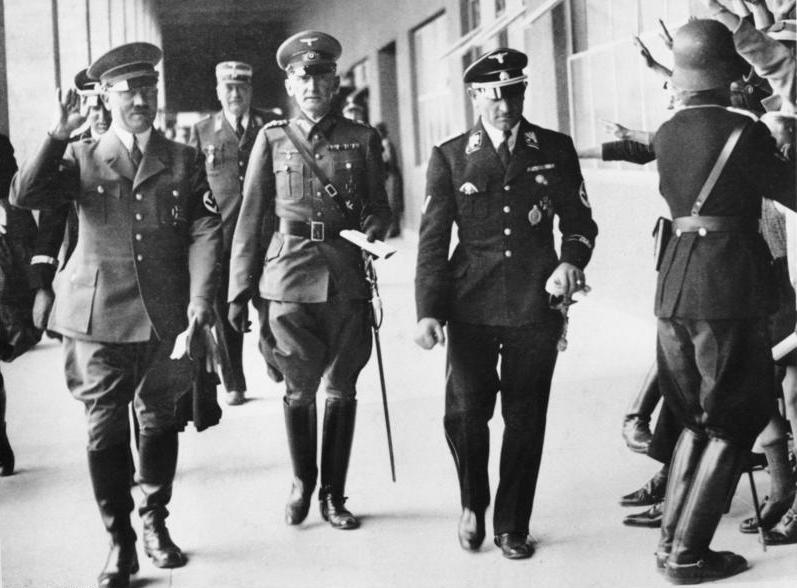
نفر میانی، در کنار هیتلر و یوزف دیتریش، ۱۹۳۶

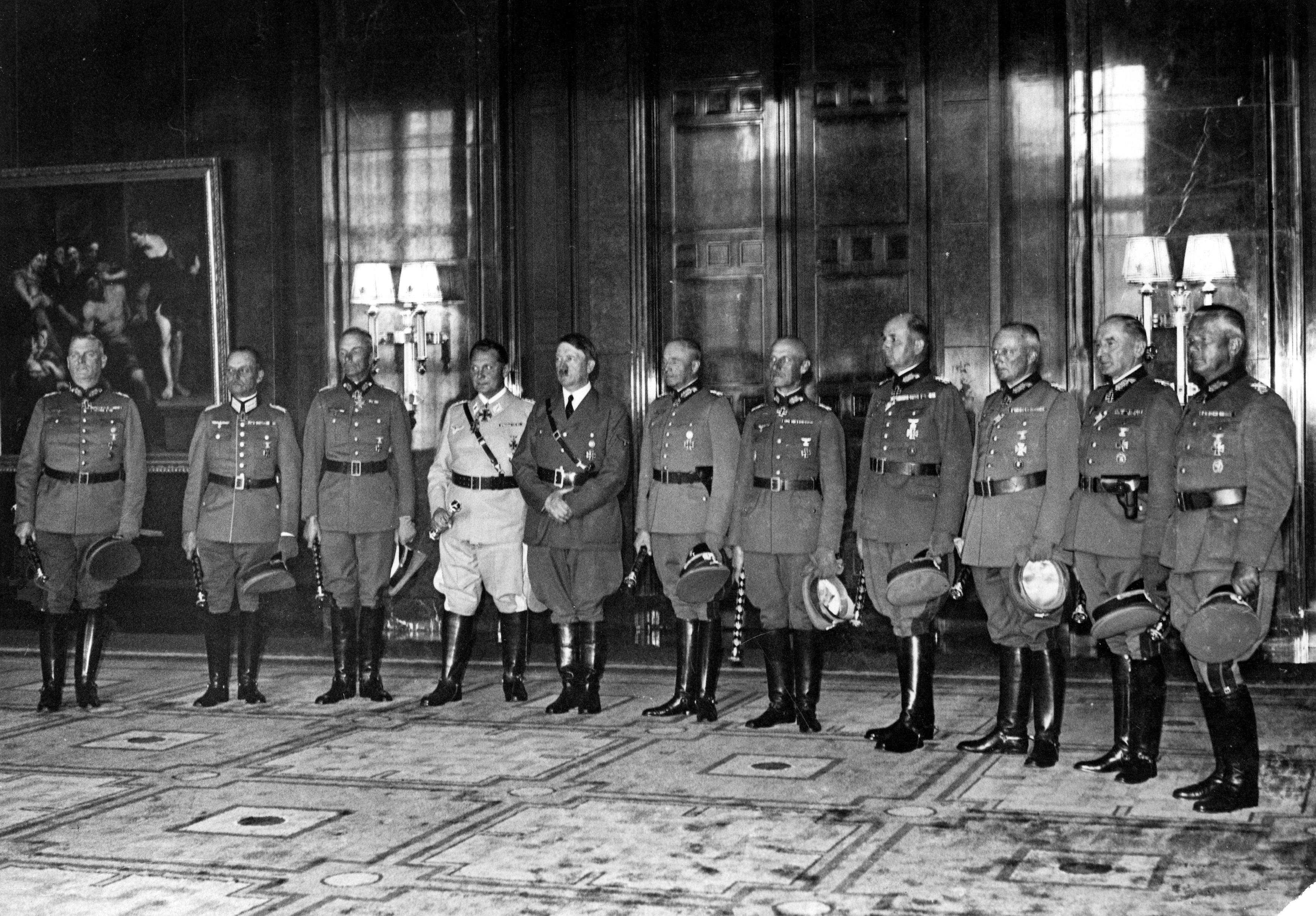
مراسم ترفیع فیلدمارشال‌ها (دوم از راست)

## اوایل دوران زندگی
اروین فون ویتسلیبن سال ۱۸۸۱ در یک خاندان نامدار نظامی در برسلاو زاده شد. پدرش افسر هنگ محافظ پروسی بود. ویتسلیبن پس از تحصیل در دانشکده نظامی، سال ۱۹۰۱ با درجه ستوان دوم به هنگ ۷ گرندیر در سیلزی پیوست.

## در جنگ جهانی اول
ویتسلیبن با آغاز جنگ جهانی اول به عنوان آجودان هنگ ۱۹ پیاده‌نظام ذخیره منصوب شد. با ترفیع به درجه سروان، ماه اکتبر سال ۱۹۱۴ وارد هنگ ۶ پیاده‌نظام ذخیره شد. مدتی بعد در این هنگ فرمانده یک گردان بود. یگان او در وردون و فلاندر به نبرد پرداخت. به شدت مجروح شد و نشان صلیب آهنین درجه ۱ و ۲ را دریافت کرد. سال ۱۹۱۸ دوره ستاد کل را گذراند. جنگ را به عنوان افسر ستادی در لشکر صدو بیست و یکم پیاده‌نظام به پایان رساند.

## بین دو جنگ

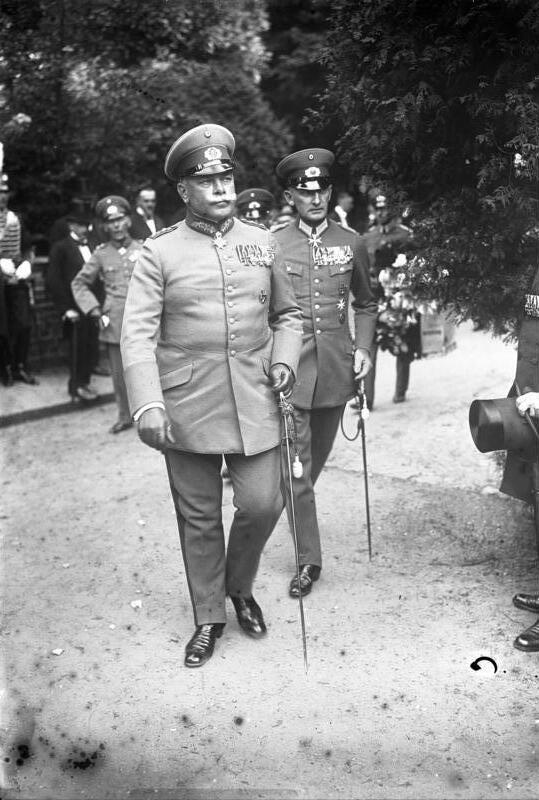
بین دو جنگ

پس از جنگ ویتسلیبن با فرای‌کور در درگیری‌های مرز لهستان شرکت داشت. سپس به رایشسور پیوست. سال ۱۹۲۳ در ستاد لشکر چهارم در درسدن به درجه سرگردی رسید. سال ۱۹۲۸ فرمانده یک گردان در هنگ ۶ پیاده‌نظام شد. سال بعد به درجه سرهنگ دومی رسید. سال ۱۹۳۱ به سرهنگی ترفیع گرفت و فرمانده هنگ ۶ پیاده‌نظام در منطقه نظامی فرانکفورت شد. ویتسلیبن سال ۱۹۳۳ به فرماندهی پیاده‌نظام ۶ در هانوفر منصوب گردید. سال ۱۹۳۴ به درجه سرتیپی ترفیع گرفت و به عنوان فرمانده لشکر سوم پیاده‌نظام در برلین برگزیده شد. با وجود این که به اقدامات ضدحکومتی مظنون بود، همان سال به درجه سرلشکر ترفیع گرفت. به عنوان فرمانده منطقه نظامی برلین جانشین سرلشکر ورنر فون فریچ شد. ویتسلیبن سال ۱۹۳۵ فرماندهی سپاه ۳ در برلین را در دست گرفت. سال ۱۹۳۶ به درجه سپهبد (ژنرال پیاده‌نظام) ترفیع گرفت.
ویتسلیبن سال ۱۹۳۸ وارد گروهی از توطئه‌گران نظامی حول ارتشبد لودویگ بک شد. این گروه به دنبال براندازی هیتلر بودند. در جریان بهران سودتنلند، این گروه ماه سپتامبر سال ۱۹۳۸ قصد داشت علیه حاکمیت رایش سوم دست به کودتا بزنند تا از آغاز جنگ جلوگیری کند. با این حال با حصول توافق مونشن مسئله بدون درگیری نظامی به پایان رسید و از کودتا صرف نظر شد. ویتسلیبن ماه نوامبر به فرماندهی گروه ارتش ۲ در فرانکفورت منصوب گردید. به هر صورت پس از حوادث موسوم به شب دشنه‌های بلند و ماجرای بلومبرگ-فریچ، بازنشسته شد.

## جنگ جهانی دوم
ترفیع درجه:
- ۹ مارس ۱۹۰۳: ستوان دوم
- ۱۹۱۰: ستوان یکم
- اکتبر ۱۹۱۴: سروان
- ۱ آوریل ۱۹۲۳: سرگرد
- ۱ ژانویه ۱۹۲۹: سرهنگ دوم
- ۱ آوریل ۱۹۳۱: سرهنگ
- ۱ فوریه ۱۹۳۴: سرتیپ
- ۱ دسامبر ۱۹۳۴: سرلشکر
- ۱ اکتبر ۱۹۳۶: سپهبد (ژنرال پیاده‌نظام)
- ۱ ژوئیه ۱۹۳۹: ارتشبد
- ۱۹ ژوئیه ۱۹۴۰: فیلدمارشال

بازنشستگی ویتسلیبن مدت زیادی به طول نینجامید. ماه نوامبر سال ۱۹۳۸ به فرماندهی ارتش دوم در فرانکفورت گماشته شد. با آغاز جنگ جهانی دوم، ماه سپتامبر سال ۱۹۳۹ فرماندهی ارتش یکم در جبهه غربی را به دست گرفت. یگان او در جریان نبرد فرانسه از روز ۱۰ مه سال ۱۹۴۰ بخشی از گروه ارتش سی بود. با نیروهایش روز ۱۴ ژوئن خط ماژینو را شکافت و در عرض سه روز چندین لشکر فرانسوی را وادار به تسلیم کرد. بدین ترتیب نشان عالی صلیب شوالیه صلیب آهنین را دریافت نمود و روز ۱۹ ژوئیه در مراسمی به درجه فیلدمارشال نائل آمد.
ویتسلیبن سال ۱۹۴۱ به عنوان جانشین فیلدمارشال گرت فن روندشتت، به فرماندهی کل جبهه غربی منصوب شد. یک سال بعد از به جهت مسائل مربوط به سلامتی‌اش از این مقام کناره گرفت. ویتسلیبن که مبتلا به بواسیر بود، ماه مارس سال ۱۹۴۲ مجدداً بازنشسته شد.
ویتسلیبن با وجود این که دیگر از هیچ قدرتی در نیروهای مسلح بهره‌مند نبود، در دوران بازنشستگی همچنان با توطئه‌گران ارتباط داشت. قرار بود در صورت پیروزی کودتا در مقام فرماندهی کل نیروهای مسلح آلمان قرار گیرد. هنگام اقدام به ترور هیتلر در کودتای ۲۰ ژوئیه سال ۱۹۴۴ در برلین بود تا هدایت امور را در دست بگیرد. با شکست این کودتا، چند روز بعد دستگیر شد. دادگاه شرافت او را از نیروی زمینی اخراج کرد و تحویل گشتاپو داد. فیلدمارشال اروین فون ویتسلیبن فون ویتسلیبن فون ویتسلیبن در نهایت در دادگاه خلق به اعدام محکوم و به عنوان عالی‌رتبه‌ترین افسر این ماجرا، ماه اوت سال ۱۹۴۴ با سیم پیانو به دار آویخته شد.